# Барбара Ріттнер
Барбара Ріттнер (нім. Barbara Rittner, нар. 25 квітня 1973) — колишня професійна німецька тенісистка. Найвищу одиночну позицію — ранг 24 досягнула 1 лютого 1993. Станом на 2019 рік була капітаном німецької команди Кубку Федерації.

## Фінали Туру WTA

### Одиночний розряд (2 титули, 3 поразки)
| Легенда              |
| -------------------- |
| Grand Slam Титул (0) |
| WTA Tour Турнір (0)  |
| Tier I (0)           |
| Tier II (0)          |
| Tier III (0)         |
| Tier IV and V (2)    |

| Результат | Ранг | Дата            | Турнір                        | Покриття  | Опонент                 | Рахунок            |
| --------- | ---- | --------------- | ----------------------------- | --------- | ----------------------- | ------------------ |
| Поразка   | 1.   | 23 вересня 1991 | Кубок Кремля, СРСР            | Килим (i) | Лариса Савченко-Нейланд | 6–3, 3–6, 4–6      |
| Перемога  | 1.   | 30 серпня 1992  | Скенектаді, US                | Тверде    | Бренда Шульц-Маккарті   | 7–6(7–3), 6–3      |
| Поразка   | 2.   | 26 липня 1993   | San Marino, Сан-Марино        | Ґрунт     | Марція Гроссі           | 6–3, 5–7, 1–6      |
| Поразка   | 3.   | 20 лютого 1995  | Generali Ladies Linz, Австрія | Килим (i) | Яна Новотна             | 7–6(8–6), 3–6, 4–6 |
| Перемога  | 4.   | 20 травня 2001  | Antwerp, Бельгія              | Ґрунт     | Клара Закопалова        | 6–3, 6–2           |